# Биригитти, Марк
Марк Романо Биригитти (англ. Mark Romano Birighitti; 17 апреля 1991, Перт, Австралия) — австралийский футболист, вратарь клуба «Данди Юнайтед».

## Клубная карьера
Биригитти — воспитанник клуба «Аделаида Юнайтед». 17 октября 2008 года матче против «Брисбен Роар» он дебютировал в А-Лиге. За четыре сезона Марк не смог выиграть конкуренцию у Юджина Галековича и покинул команду в 2012 году. В июле Биригитти подписал контракт с «Ньюкасл Юнайтед Джетс». 7 октября в матче против свой предыдущей команды «Аделаиды Юнайтед» он дебютировал за новый клуб. Дебют получился не очень впечатляющим, Марк был удалён с поля во втором тайме. В 2014 году к нему предметный интерес проявлял немецкий «Байер 04», но трансфер сорвался.
В начале 2015 года Биригитти на правах полугодовой аренды перешёл в итальянский «Варезе». 25 апреля в матче против «Виченцы» дебютировал в итальянской Серии B. По окончании аренды Марк вернулся в «Ньюкасл Юнайтед Джетс».
Летом 2016 года его контракт с клубом истёк и Марк на правах свободного агента подписал двухлетнее соглашение с валлийским «Суонси Сити».

## Международная карьера
В 2010 году в составе юношеской сборной Австралии Марк завоевал юношеский Кубок Азии. В 2011 году в составе молодёжной сборной Австралии Биригитти принял участие в молодёжном Чемпионате мира в Колумбии. На турнире он сыграл в матчах против команд Эквадора, Испании и Коста-Рики.
28 июля 2013 года в матче Кубка Восточной Азии против сборной Китая Марк дебютировал за сборную Австралии.

## Достижения
Австралия (до 17)
- Победитель Юношеского Кубка Азии: 2010